# Zpěvy staré Číny
Zpěvy staré Číny je označení pro několik básnických knih Bohumila Mathesia, obsahujících volná přebásnění staré čínské poezie. Tyto texty byly vydány v několika sbírkách a měly velký vliv na českou poesii dvacétého století. 
Bohumil Mathesius se k čínské poesii dostal poprvé ve sbírce Černá věž a zelený džbán (1925). Tato sbírka se stala jádrem pozdější sbírky Zpěvy staré Číny (1939). Tuto sbírku Mathesius později doplnil o další básně, čímž vznikla sbírka Nové zpěvy staré Číny (1940) a později Třetí zpěvy staré Číny (1949). Později vydal Mathesius všechny tři sbírky v jednom svazku – Zpěvy staré Číny ve třech knihách (1950). Tato sbírka byla později několikrát znovu uspořádána, např. Jaroslavem Průškem (1960 pod názvem Zpěvy staré Číny). Několik dalších Mathesiových parafrází čínských textů do sbírek nezařazených (např. výbor Krásná slova o víně, soukromý tisk 1943, Zpěvy nové Číny, překlady moderní čínské poesie, 1948, texty z pozůstalosti). Celkově vyšlo do roku 1988 dvacet osm vydání některé části Mathesiových překladů. Všechny Mathesiovy čínské parafráze vyšly v kritickém vydání pod názvem Zpěvy staré Číny v nakladatelství Československý spisovatel v roce 1988 v edici Jiřího Fraňka a Oldřicha Krále. 
Texty Zpěvů označoval sám Mathesius jako parafráze či ohlasy (po vzoru F. L. Čelakovského). Jde většinou o velice volné překlady některých textů staré čínské poesie (především Li Po, Wang Wej, Tu Fu, texty z Š'-ťing), míra jejich volnosti, či spíše Mathesiova autorského podílu, je ale různá – některé texty jsou přeloženy téměř doslovně, jiné natolik volně, že dokonce není možné identifikovat výchozí text. Zdrojem pro překlady první sbírky Zpěvů staré Číny byly překlady cizojazyčné, například německé parafráze Klabundovy a latinské překlady Zottoliho, na druhé a třetí knize spolupracoval Mathesius se sinologem Jaroslavem Průškem, který mu výchozí texty překládal (a který po básníkově smrti zasahoval i do textů původních překladů) – Mathesius sám čínsky neuměl a jeho sinologické znalosti byly minimální, Čína ho zajímala jen z básnického hlediska.
Zpěvy staré Číny se soustřeďují především na milostnou, přírodní a anakreónskou lyriku, obsahují ale i verše filosofické a protiválečné, Zpěvy nové Číny se zaměřují převážně na básně politické (Mao Ce-tung). Svébytná poetika Zpěvů, životní moudrost a básnická krása způsobila vlnu zájmu o Čínu a čínskou literaturu ve 20. století, inspirovala jednak celou řadu překladů z čínštiny (Hrubín, Žáček, Oldřich Král, Jaroslav Průšek), ale i celou řadu původních básnických děl a velmi ovlivnila celou českou poesii 20. století (Jan Skácel, Žáček, Hrubín, Oldřich Mikulášek, Jaromír Nohavica). Básně Zpěvů byly mnohokrát vydány a zhudebněny a přes své poněkud kuriózní postavení na hranici překladu a vlastního díla patří k vrcholým dílům české poesie 20. století.